# Constantin Dimitriu
Constantin Dimitriu (n. 6 mai 1938 - d. 4 februarie 2013) a fost un senator român în legislatura 1990-1992 ales în județul Botoșani pe listele partidului FSN. În cadrul activității sale parlamentare, Constantin Dimitriu a fost membru în grupul parlamentar de prietenie cu URSS.